# Tatra T3M.3
Tatra T3M.3 (w Brnie oznaczane Tatra T3T) i Tatra T3M.4 – typy zmodernizowanych czechosłowackich tramwajów Tatra T3.

## Historia

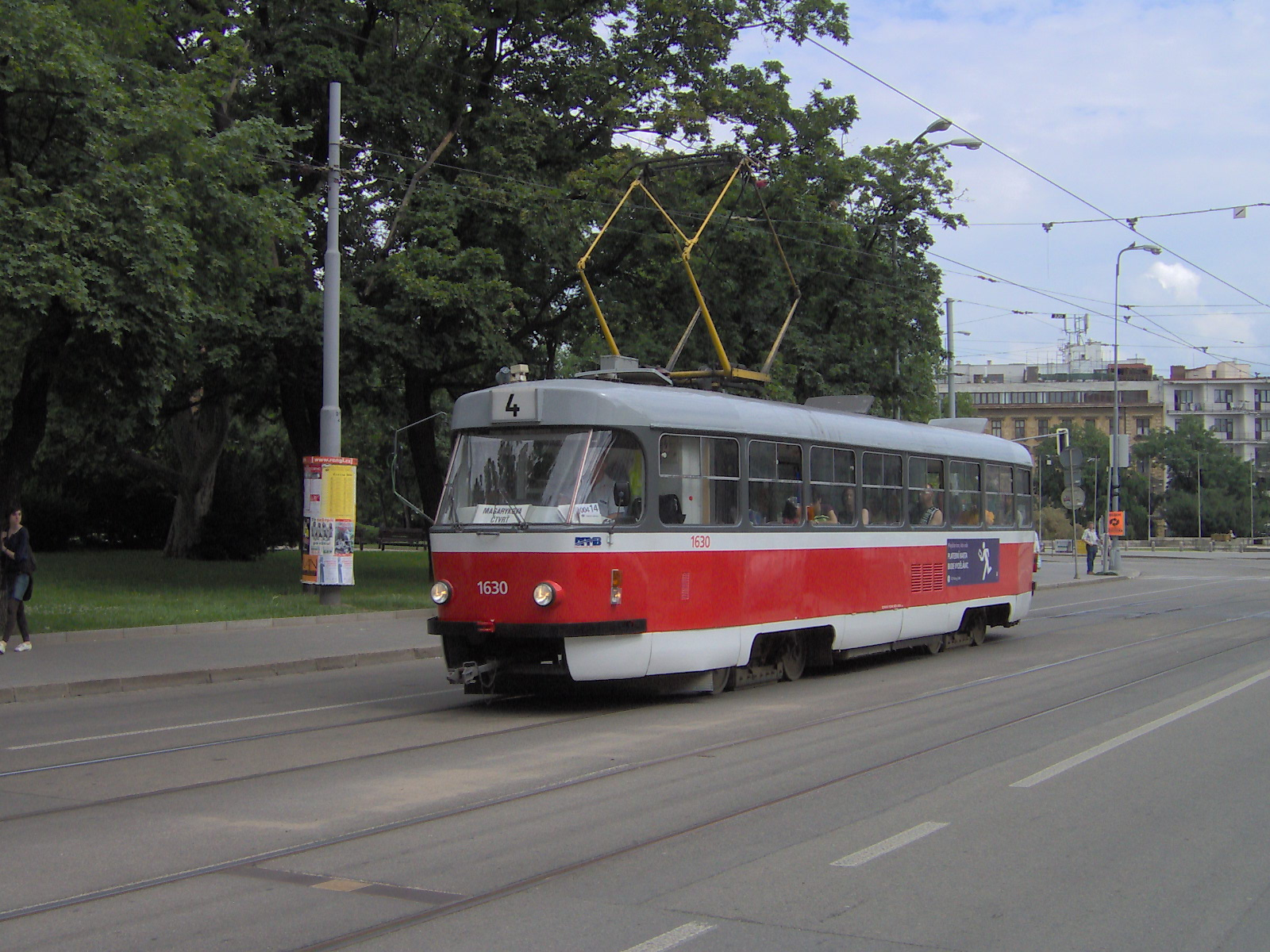
Jeden z dwóch brneńskich tramwajów T3M.3 (w Brnie są oznaczone jako T3T)

Firma ČKD, która w latach 90. minionego stulecia wytwarzała dla modernizowanych tramwajów wyposażenie TV8, ukończyła prace projektowe nad nowym typem TV14 na początku roku 1997. Miało ono być montowane zarówno w remontowanych wozach, jak i nowych tramwajach. Pierwsze dwa egzemplarze tego wyposażenia elektrycznego zostały zamontowane wiosną tego samego roku w dwóch mosteckich wozach T3SUCS. Po stosunkowo krótkich jazdach próbnych mostecki przewoźnik tramwajowy postanowił umieścić to wyposażenie we wszystkich wozach typu T3. Ostatnie tramwaje zmodernizowano w 2001. Na typ T3M.3 (oraz T3M.4) tramwaje przebudowano w Brnie i Ołomuńcu.

## Modernizacja
Główną modyfikacją było zamontowanie nowoczesnego wyposażenia elektrycznego typu TV14 z tranzystorami IGBT, które jest bardziej wydajne niż poprzednie, typu TV8. W Moście i Ołomuńcu przy okazji remontu zmodernizowane zostało także pudło wagonu (np. remont poszycia, nowe wnętrze).

## Dostawy
Modernizacje na typy T3M.3 i T3M.4 przebiegały w latach 1997–2001.
| Państwo        | Miasto          | Typ            | Lata modernizacji | Liczba | Numery taborowe |       |
| -------------- | --------------- | -------------- | ----------------- | ------ | --------------- | ----- |
| Czechy         | Brno            | T3T (T3M.3)    | 1999              | 2      | 1627, 1630      | [ 1 ] |
| Czechy         | Most i Litvínov | T3M.3          | 1997–2001         | 35     | patrz niżej     | [ 2 ] |
| Czechy         | Ołomuniec       | T3M.4          | 1999–2000         | 2      | 152, 161        | [ 3 ] |
| Łączna liczba: | Łączna liczba:  | Łączna liczba: | Łączna liczba:    | 39     |                 |       |

Numery taborowe
- Most, Litvínov: 204, 205, 222, 236, 237, 240–248, 254, 257, 260, 261, 275, 282, 283, 300–313